# Yukina Ota

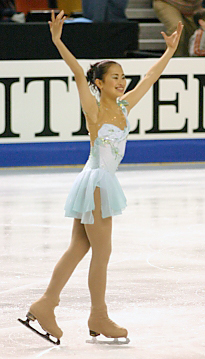
Yukina Ota

Yukina Ota (Kioto, 26 november 1986) is een voormalige Japanse kunstschaatsster.
Ze was actief als soliste en trainde bij Mie Hamada. In november 2008 maakte ze bekend dat ze haar schaatscarrière beëindigde als gevolg van een slepende blessure.
Bij internationale kampioenschappen won ze twee titels. In 2003 werd ze wereldkampioene bij de junioren en een jaar later won ze het Viercontinentenkampioenschap 2004. Bij de nationale kampioenschappen wist ze het erepodium niet te bereiken.

## Persoonlijke records
| records             | punten | datum      | toernooi     |
| ------------------- | ------ | ---------- | ------------ |
| Hoogste totaalscore | 162.59 | 01-11-2003 | Skate Canada |
| Hoogste korte kür   | 063.90 | 31-10-2003 | Skate Canada |
| Hoogste lange kür   | 098.69 | 01-11-2003 | Skate Canada |

## Belangrijke resultaten
| Kampioenschap                | 98/99 | 99/00 | 00/01 | 01/02 | 02/03 | 03/04 | 04/05 | 05/06 | 06/07 | 07/08 |
| ---------------------------- | ----- | ----- | ----- | ----- | ----- | ----- | ----- | ----- | ----- | ----- |
| Viercontinentenkampioenschap |       |       |       |       |       | Goud  |       |       |       |       |
| Nationaal Kampioenschap      |       |       |       |       | 4e    | 5e    |       |       | 12e   | 7e    |
| WK junioren                  |       |       |       | 9e    | Goud  |       |       |       |       |       |
| NK Junioren                  | 11e   | 6e    | Brons |       | Brons |       |       |       |       |       |